# La Jagua de Ibirico
La Jagua de Ibirico ist eine Gemeinde (municipio) im Departamento Cesar in Kolumbien.

## Geographie
La Jagua de Ibirico liegt im Zentrum von Cesar am Fuß der Ostkordillere der kolumbianischen Anden und hat eine Durchschnittstemperatur von 28 °C. An die Gemeinde grenzen im Norden Becerril, im Osten der Bundesstaat Zulia in Venezuela, im Süden Chimichagua und im Westen Chiriguaná und El Paso.

## Bevölkerung
Die Gemeinde La Jagua de Ibirico hat 22.405 Einwohner, von denen 19.162 im städtischen Teil (cabecera municipal) der Gemeinde leben (Stand: 2019).

## Geschichte
Der Name setzt sich zusammen aus Jagua, dem regionalen Namen für einen in der Region häufig vorkommenden Baum (Jenipapo), und aus Ibirico, das vom Nachnamen des spanischen Siedlers Miguel Ramón de Iviricu de Oricaín y Sinocaín abgeleitet ist. Der Name etablierte sich ab dem 18. Jahrhundert. Vorher war der Ort als El Rincón bekannt. Als Gründungsjahr wird 1771 angegeben, auch wenn wahrscheinlich bereits vorher ein Ort an gleicher Stelle existierte. Die Geschichte der Gemeinde setzt sich zusammen aus prähispanischen Ortschaften, spanischen Siedlungen in der Kolonialzeit sowie verstärkter Migration aus Europa, Vorderasien sowie anderen kolumbianischen Regionen seit Beginn des 20. Jahrhunderts. La Jagua del Ibirico erhielt 1979 den Status einer Gemeinde.

## Wirtschaft
Die wichtigsten Wirtschaftszweige von La Jagua de Ibirico sind Landwirtschaft, Rinderproduktion und Bergbau (Kohle).